# Hamarkameratene
A Hamarkameratene (más néven HamKam vagy Ham-Kam) egy norvég első osztályú labdarúgócsapat Hamar városában. A klub hazai mérkőzéseinek helyét a 7 600 fő befogadására alkalmas Bryskeby Arena adja. A klubot 1918-ban Freidig néven alapították.
A klub legnagyobb sikerét 1970-ben érte el, amikor is az első osztály) harmadik helyéig meneteltek. A kupa elődöntőjéig összesen 6-szor sikerült eljutniuk. A klub az 1970-es évek óta hosszabb időtartamokra többször is kiesett a másodosztályba. A 2021-es szezonban csoportelsőként, 14 év után újra feljutottak az Eliteserienbe.

## Játékoskeret
2023. március 11. szerint.
| #  |     | Poszt | Név                     |
| -- | --- | ----- | ----------------------- |
| 1  | NOR | K     | Lars Jendal             |
| 2  | NOR | V     | Vegard Kongsro          |
| 3  | DNK | V     | Jens Martin Gammelby    |
| 4  | NOR | V     | Halvor Rødølen Opsahl   |
| 5  | CAN | V     | Julian Dunn             |
| 6  | NOR | V     | John Olav Norheim       |
| 7  | NOR | KP    | Kristian Lønstad Onsrud |
| 8  | DEN | KP    | Oliver Kjærgaard        |
| 9  | NOR | CS    | Jonas Enkerud           |
| 11 | NOR | KP    | Tore André Sørås        |
| 12 | SWE | K     | Marcus Sandberg         |
| 14 | NOR | CS    | Henrik Udahl            |
| 15 | NOR | V     | Thorbjørn Kristiansen   |
| 16 | NOR | CS    | Pål Alexander Kirkevold |

| #  |     | Poszt | Név                                                        |
| -- | --- | ----- | ---------------------------------------------------------- |
| 17 | SWE | CS    | Rasmus Wiedesheim-Paul (kölcsönben a Rosenborg csapatától) |
| 18 | NOR | KP    | Enok Naustdal                                              |
| 19 | SWE | KP    | William Kurtovic                                           |
| 20 | NOR | CS    | Julian Gonstad                                             |
| 21 | NOR | KP    | Benjamin Thoresen Faraas                                   |
| 22 | USA | V     | Kobe Hernandez-Foster                                      |
| 23 | NOR | KP    | Fredrik Sjølstad                                           |
| 24 | NOR | KP    | Arne Ødegård                                               |
| 25 | NOR | KP    | Jonas Dobloug Rasen                                        |
| 26 | ISL | V     | Brynjar Ingi Bjarnason                                     |
| 27 | NOR | V     | Amin Nouri                                                 |
| 33 | NOR | V     | Aleksander Melgalvis Andreassen                            |
| 96 | GUA | K     | Nicholas Hagen                                             |

## Sikerek
Eliteserien
- Harmadik (1): 1970

Norvég Kupa
- Elődöntős (6): 1969, 1970, 1971, 1973, 1987, 1989

## Legutóbbi szezonok
| Szezon             | Poz.  | M  | Gy | D  | V  | RG | KG | P  | Kupa   | Megjegyzés  |
| ------------------ | ----- | -- | -- | -- | -- | -- | -- | -- | ------ | ----------- |
| 2014 - 1. divisjon | ↓ 16. | 30 | 1  | 4  | 25 | 22 | 78 | 7  | 3. kör | Kiesett     |
| 2015 - 2. divisjon | 4.    | 26 | 10 | 10 | 6  | 51 | 44 | 40 | 2. kör |             |
| 2016 - 2. divisjon | 2.    | 26 | 16 | 8  | 2  | 63 | 27 | 56 | 1. kör |             |
| 2017 - 2. divisjon | ↑ 1.  | 26 | 21 | 2  | 3  | 56 | 18 | 65 | 1. kör | Feljutott   |
| 2018 - OBOS-ligaen | 9.    | 30 | 12 | 6  | 12 | 46 | 44 | 42 | 4. kör |             |
| 2019 - OBOS-ligaen | 10.   | 30 | 11 | 5  | 14 | 43 | 47 | 38 | 2. kör |             |
| 2020 - OBOS-ligaen | 9.    | 30 | 10 | 9  | 11 | 49 | 52 | 39 | —      |             |
| 2021 - OBOS-ligaen | ↑ 1.  | 30 | 21 | 6  | 3  | 62 | 21 | 69 | —      | Feljutott   |
| 2022 - Eliteserien | –     | 0  | 0  | 0  | 0  | 0  | 0  | –  | 3. kör | Folyamatban |

## Fordítás
Ez a szócikk részben vagy egészben  a   Hamarkameratene című angol Wikipédia-szócikk fordításán alapul.  Az eredeti cikk szerkesztőit annak laptörténete sorolja fel. Ez a jelzés csupán a megfogalmazás eredetét és a szerzői jogokat jelzi, nem szolgál a cikkben szereplő információk forrásmegjelöléseként.